# ۶۶۰ (قمری)
۶۶۰ (قمری)، ششصد و شصتمین سال در گاهشماری هجری قمری است. اول محرم این سال برابر با بیست و پنجم نوامبر سال ۱۲۶۱ میلادی است.